# Château de Nicey
Le château de Nicey est un  château ruiné du XIVe siècle situé à Nicey (Côte-d'Or) en Bourgogne-Franche-Comté.

## Localisation
Les restes du château se situent au nord-est du chef-lieu (parcelle AB 230).

## Historique
En 1111, la maison forte appartient à Hugues de Nicey puis en février 1220, à Robert de Nicey. En 1423, elle est entourée de fossés plein d'eau, avec grange et tout le pourpris en bon convenable. En 1472, elle est prise par les Bourguignons et en 1475, Jean Damas, bailli de Mâcon, est chargé d'en réduire les défenses pour la soustraire aux Français. Elle est acquise en 1688 par Louvois qui fait reconstruire le château que ses descendants conservent jusqu'à la Révolution[réf. souhaitée]. 
En 1787, le château sans fossé est constitué d'un bâtiment rectangulaire et d'une cour carrée cantonnée de tours carrées à l'est et rondes à l'ouest ; à l'ouest de l'ensemble s'étend une basse-cour délimitée par deux bâtiments au nord et au sud. En 1794, le château est réputé à détruire et sur les cartes postales du début du XXe siècle, il a perdu sa toiture, mais conservé toute sa façade flanquée de deux tours carrées[réf. souhaitée].

## Architecture
Les restes de la maison forte de Nicey se répartissent entre plusieurs fermes situées sur une plate-forme quadrangulaire, limitée à l'est par un grand bâtiment rectangulaire du XVIIe siècle et flanquée aux angles ouest, côté village, de deux tours rondes avec canonnières de la fin du XVe siècle ou du début du XVIe siècle. Le bâtiment oriental qui n’a plus qu’un étage est percé de croisées. Sa façade orientale est flanquée  sur son angle nord d'une tourelle carrée. Les tours d'angles occidentales sont reliées par une courtine percée d'une porte au centre. Les fossés sont encore visibles le long des côtés nord et est[réf. souhaitée].